# Agente Laranja
Agente Laranja é um herbicida e desfolhante químico, um dos Herbicidas Rainbow de "uso tático". Para além dos seus efeitos ambientais devastadores, vestígios de dioxinas (principalmente TCDD, o mais tóxico do seu tipo) encontrados na mistura causaram grandes problemas de saúde a muitos indivíduos que foram expostos.

## História
O Agente Laranja foi utilizado pela primeira vez pelas Forças Armadas Britânicas na Malásia durante a Emergência Malaia. Foi também utilizado pelos militares americanos no Laos e no Camboja durante a Guerra do Vietname, cujas florestas perto da fronteira com o Vietname eram utilizadas pelos vietcongues.
É mais amplamente conhecido pela sua utilização pelos militares dos EUA como parte do seu programa de guerra herbicida, Operação Ranch Hand, durante a Guerra do Vietname de 1961 a 1971 (ver: Crimes de guerra dos Estados Unidos).
|                                                                           |                                           | |
| Um helicóptero UH-1D espalhando agente laranja em uma floresta no Vietnã. | Aviões espalhando agente laranja (Vietnã) | Mapa mostrando os locais das missões aéreas de pulverização de herbicidas do Exército dos EUA no Vietnã do Sul que ocorreram de 1965 a 1971. |

## Composição química
É uma mistura de partes iguais de dois herbicidas, 2,4,5-T e 2,4-D. O ingrediente ativo do Agente Laranja é uma mistura igual de dois herbicidas phenoxy — ácido 2,4-diclorofenoxiacético (2,4-D) e ácido 2,4,5-triclorofenoxiacético (2,4,5-T) — na forma de éster isooctilo, que continha vestígios da dioxina 2,3,7,8-tetraclorodibenzo-p-dioxina (TCDD). O TCDD era um pequeno (tipicamente 2-3 ppm, variando de 50 ppb a 50 ppm) — mas significativo — contaminante do Agente Laranja.

### Toxicologia
O TCDD é o mais tóxico das dioxinas e é classificado como um carcinógeno humano pela Agência de Proteção Ambiental dos EUA (EPA). A natureza lipossolúvel do TCDD faz com que este entre facilmente no corpo através de contacto físico ou ingestão. As dioxinas acumulam-se facilmente na cadeia alimentar. A dioxina entra no corpo ligando-se a uma proteína chamada recetor de hidrocarboneto arilo (AhR), um fator de transcrição. Quando o TCDD se liga ao AhR, a proteína desloca-se para o núcleo, onde influencia a expressão genética.
De acordo com relatórios do governo dos EUA, se não estiver ligado quimicamente a uma superfície biológica como o solo, folhas ou erva, o Agente Laranja seca rapidamente após a pulverização e decompõe-se em horas a dias quando exposto à luz solar e já não é nocivo.

### Consequências do uso
Até quatro milhões de pessoas no Vietname foram expostas ao desfolhante. O governo do Vietname diz que até três milhões de pessoas sofreram doenças devido ao Agente Laranja, e a Cruz Vermelha do Vietname estima que até um milhão de pessoas são portadores de deficiências físicas ou têm problemas de saúde em resultado da contaminação pelo Agente Laranja. O governo dos Estados Unidos caracterizou estes números como não fiáveis, ao mesmo tempo que documenta casos mais elevados de leucemia, linfoma de Hodgkin, e vários tipos de cancro em veteranos militares norte-americanos expostos. Um estudo epidemiológico realizado pelos Centros de Controlo e Prevenção de Doenças mostrou que houve um aumento na taxa de defeitos de nascença nos filhos dos militares devido ao Agente Laranja. A Agente Laranja também causou enormes danos ambientais no Vietname. Mais de 3.100.000 hectares (31.000 km2) de floresta foram desfolhados. Os desfolhantes corroeram a cobertura arbórea e o estoque florestal de plântulas, tornando o reflorestamento difícil em numerosas áreas. A diversidade de espécies animais foi drasticamente reduzida, em contraste com as áreas não pulverizadas.
A utilização do Agente Laranja no Vietname resultou em numerosas ações legais. As Nações Unidas ratificaram a Resolução 31/72 da Assembleia Geral das Nações Unidas e a Convenção sobre a Modificação Ambiental. As ações judiciais intentadas em nome de veteranos norte-americanos e vietnamitas pediam uma indemnização por danos.
|                                                                       | | |
| Grupo de crianças deficientes, a maior parte vítima do Agente Laranja | Um menino de 14 anos com deficiências físicas e mentais graves cujas deformidades são atribuídas à exposição de seus pais ao Agente Laranja. | Homem com deformidades graves nos braços, provavelmente relacionada à exposição ao Agente Laranja quando este estava em gestação e sua mãe grávida foi exposta ao produto químico desfolhante, dioxina. |

## Ler mais

### Livros
- Arnold, Jason Ross (2014). Secrecy in the Sunshine Era: The Promise and Failures of U.S. Open Government Laws. [S.l.]: University Press of Kansas. ISBN 978-0700619924 see pages 245–252.
- Bouny, André (2010). Agent Orange: Apocalypse Viêt Nam (em francês). [S.l.]: Demi-Lune editions. ISBN 978-2-917112-11-3 with a foreword by Howard Zinn.
- Capdeville, Y; Gendreau, F.; Meynard, J., eds. (2005). L'agent orange au Viet-nam: Crime d'hier, tragédie d'aujourd'hui (em francês). [S.l.]: Tiresias editions. ISBN 978-2-915293-23-4
- Cecil, Paul Frederick (1986). Herbicidal warfare: the Ranch Hand Project in Vietnam. [S.l.]: Praeger. ISBN 978-0-275-92007-4
- Đại, Lê Cao (2000). Agent Orange in the Vietnam War: History and Consequences. [S.l.]: Vietnam Red Cross Society
- Gibbs, Lois Marie (1995). «Agent Orange and Vietnam Veterans». Dying From Dioxins. [S.l.]: South End Press. pp. 14–20. ISBN 978-0-89608-525-1
- Griffiths, Philip Jones (2004). Agent Orange: Collateral Damage in Vietnam. [S.l.]: Alpen Editions. ISBN 978-1-904563-05-1
- Linedecker, Clifford; Ryan, Michael; Ryan, Maureen (1982). Kerry: Agent Orange and an American Family 1st ed. [S.l.]: St. Martins Press. ISBN 978-0-312-45112-7
- Martini, Edwin A. (2012). Agent Orange: History, Science, and the Politics of Uncertainty. Amherst, Massachusetts: University of Massachusetts Press
- Schecter, Arnold (1994). Dioxins and health. [S.l.]: Springer. ISBN 978-0-306-44785-3
- Sills, Peter (2014). Toxic War: The Story of Agent Orange. [S.l.]: Vanderbilt University Press. ISBN 978-0-826519-62-7
- Uhl, Michael; Ensign, Tod (1980). GI Guinea Pigs: How the Pentagon Exposed Our Troops to Dangers Deadlier than War 1st ed. [S.l.]: Playboy Press. ISBN 978-0-87223-569-4
- Zierler, David (2011). The Invention of Ecocide. [S.l.]: University of Georgia Press. ISBN 978-0-8203-3827-9
- Wilcox, Fred (2011). Scorched Earth: Legacies of Chemical Warfare in Vietnam. [S.l.]: Seven Stories Press. ISBN 978-1-60980-138-0

### Relatórios de governos/ONGs
- "Agent Orange in Vietnam: Recent Developments in Remediation: Testimony of Ms. Tran Thi Hoan", Subcommittee on Asia, the Pacific and the Global Environment, U.S. House of Representatives, Committee on Foreign Affairs. July 15, 2010
- "Agent Orange in Vietnam: Recent Developments in Remediation: Testimony of Dr. Nguyen Thi Ngoc Phuong", Subcommittee on Asia, the Pacific and the Global Environment, U.S. House of Representatives, Committee on Foreign Affairs. July 15, 2010
- Agent Orange Policy, American Public Health Association, 2007
- "Assessment of the health risk of dioxins", World Health Organization/International Programme on Chemical Safety, 1998
- Operation Ranch Hand: Herbicides In Southeast Asia History of Operation Ranch Hand, 1983
- "Agent Orange Dioxin Contamination in the Environment and Food Chain at Key Hotspots in Viet Nam" Boivin, TG, et al., 2011
- Young, Alvin L. (2008). The History, Use, Disposition and Environmental Fate of Agent Orange (PDF). [S.l.]: Office of the Under Secretary of Defense

### Notícias
- Fawthrop, Tom; Agent of suffering, Guardian, February 10, 2008
- Cox, Paul; "The Legacy of Agent Orange is a Continuing Focus of VVAW", The Veteran, Vietnam Veterans Against the War, Volume 38, No. 2, Fall 2008.
- Barlett, Donald P. and Steele, James B.; "Monsanto's Harvest of Fear", Vanity Fair May 2008
- Quick, Ben "The Boneyard" Orion Magazine, March/April 2008
- Cheng, Eva; "Vietnam's Agent Orange victims call for solidarity", Green Left Weekly, September 28, 2005
- Children and the Vietnam War 30–40 years after the use of Agent Orange
- Tokar, Brian; "Monsanto: A Checkered History", Z Magazine, March 1999

### Vídeos
- Agent Orange: The Last Battle. Dir. Stephanie Jobe, Adam Scholl. DVD. 2005
- "HADES" Dir. Caroline Delerue, Screenplay Mauro Bellanova 2011
- Moviehead Pictures (23 de agosto de 2017). «The Man With The Wooden Face». YouTube (em inglês)
- Hoje no Mundo Militar (20 de junho de 2021). «O Agente Laranja e a "Guerra Herbicida" dos EUA no Vietnã». YouTube

### Fotojornalismo
- CNN
- Al Jazeera America